# Трансімпедансний підсилювач

Трансімпеда́нсний підси́лювач (ТІП) - підсилювач, коефіцієнт передачі якого виражається як відношення вихідної напруги до вхідного струму(VOUT / IIN),
і тому має розмірність опору і виражається в Омах; такий підсилювач можна реалізувати
на базі звичайного операційного підсилювача (ця схема часто застосовується в фотодіодних підсилювачах).
До ТІП відносяться операційні підсилювачі (ОП) зі струмовим зворотним зв'язком. Застосовувати термін «трансімпедансний підсилювач» потрібно з
обережністю, розуміючи різницю між підсилювачем зі струмовим зворотним зв'язком (і особливою
архітектурою) та спеціальної схеми на «звичайному» ОП зі зворотним зв'язком по напрузі, яка
працює як трансімпедансний підсилювач.
Коли до входу ОП зі зворотним зв'язком по напрузі підключено джерело струму, наприклад фотодіод (у зворотний зв'язок у цьому випадку включається резистор з великим опором), ОП також можна вважати ТІП. Для стабілізації схеми паралельно цьому резистору ставиться конденсатор досить великої ємності.